# (383) Янина
(383) Янина (лат. Janina) — небольшой астероид главного пояса, который принадлежит к тёмному спектральному классу B и входит в состав семейства Фемиды. Он был открыл 29 января 1894 года французским астрономом Огюстом Шарлуа в обсерватории Ниццы. Астероид вероятно назван в честь города Янина в Греции.

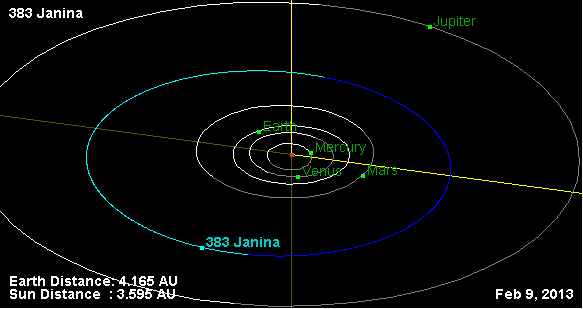
Орбита астероида Янина и его положение в Солнечной системе